# Yurigocimex
Yurigocimex – wymarły rodzaj pluskwiaków z rodziny Progonocimicidae, obejmujący tylko jeden znany gatunek: Yurigocimex popovi.
Gatunek i rodzaj zostały opisane w 2003 roku przez Rafaela G. Martinsa-Neto i Oscara F. Gallego na podstawie skamieniałości skrzydła, którą odkryto w formacji Los Rastros, w argentyńskim Gualo. Pochodzi ona z późnego triasu środkowego lub wczesnego triasu późnego. Epitet gatunkowy nadano na cześć hemipterologa Jurija Popowa.
Ów owad miał przednie skrzydło długości 5 mm o zakrzywionej krawędzi kostalnej, zaokrąglonej krawędzi wierzchołkowej, małej komórce bazalnej oraz bardzo szerokim – nieco ku nasadzie zwężonym – rejonie kostalnym. Tylna żyłka subkostalna biegła w oddaleniu od przedniej żyłki radialnej, a ta łączyła się z tylną żyłką radialną drobną żyłką poprzeczną. Zygzakowata tylna żyłka medialna  rozdwajała się, a następnie druga z jej odnóg też się rozdwajała. Przednia żyłka kubitalna miała dwa ogałęzienia, z których pierwsze również się rozdwajało.